# Kostel svaté Barbory (Rynoltice)
Kostel svaté Barbory v Rynolticích je barokní římskokatolický farní kostel v obci Rynoltice v libereckém okrese. Nachází se ve středu obce asi 250 metrů jižně od hlavní silnice.

## Historie

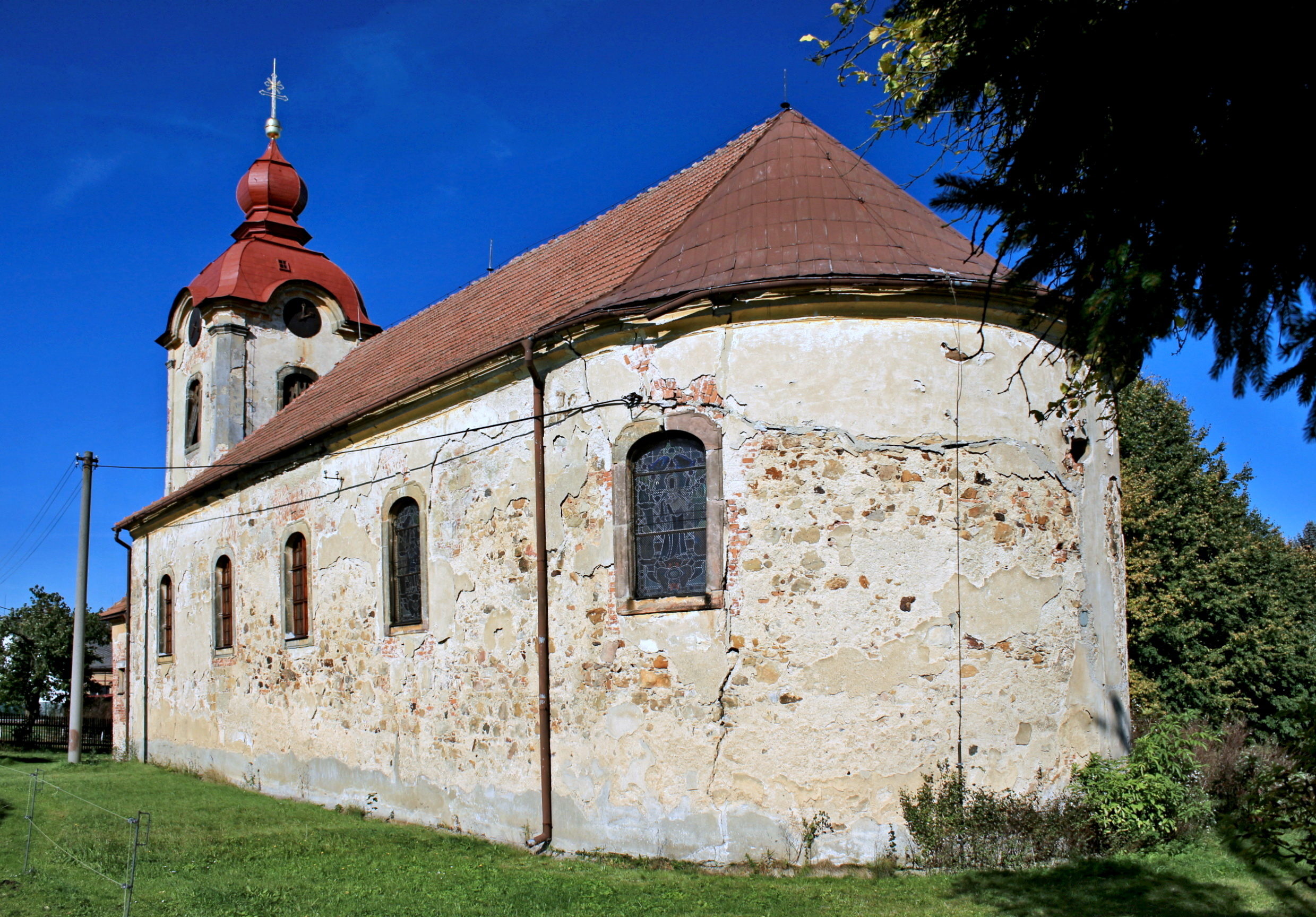
Závěr kostela

V roce 1364, kdy existuje první zmínka o Rynolticích je zřejmé, že obec měla farní kostel, a to před tímto datem.
V roce 1669 byl v Rynolticích postavena na území starého hřbitova kaple (dnes kostel sv. Barbory). V roce 1701 kolem starého hřbitova postavena zeď. V letech 1745–1748 byla kaple přestavěna na barokní kostel zasvěcený rovněž sv. Barboře, a rozšířena a přistavěna byla i věž se základnou 25 metrů. Kostel byl vyzdobený v roce 1746.
Lipové stromořadí vedoucí ke kostelu bylo zasazeno v roce 1850. Roku 1879 byl postaven nový hřbitov západně od obce, jako náhrada za zrušený, který byl v centru obce u kostela.
Od roku 2014 je kostel přístupný pro veřejnost, je však otevřen pouze v určených hodinách. Kromě bohoslužeb se zde konají koncerty. Kostel prochází postupnou obnovou za podpory Ministerstva kultury v rámci programu Podpora obnovy kulturních památek jako památka v havarijním stavu.
Duchovní správci kostela jsou uvedeni na stránce: Římskokatolická farnost Rynoltice.

## Architektura

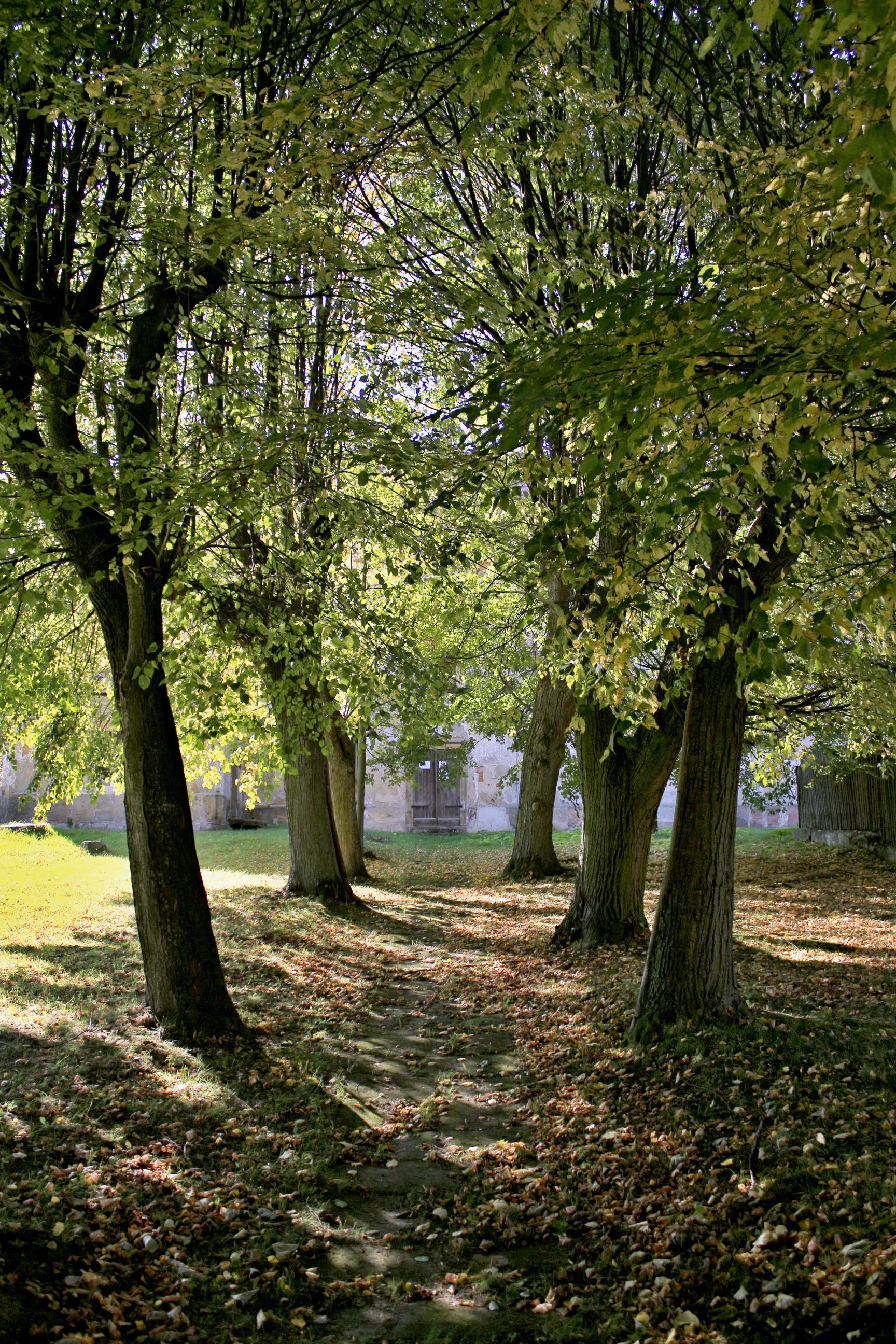
Lipové stromořadí od hlavní silnice ke kostelu

Kostel je hladký, s půlkruhově uzavřeným presbytářem a se západní hranolovou věží. Presbytář je sklenut konchou, na které je freska zobrazující Stětí sv. Barbory. V lodi se nachází na nízké valené klenbě na rákos nanesená nezřetelná nástropní malba Apoteózy sv. Barbory z 18. století. Dohromady se však na klenbě kostela nacházejí celkem tři fresky oslavující patronku kostela sv. Barboru. Autor fresek není známý. Kruchta je tříramenná, dřevěná.

## Vybavení
Hlavní oltář a kazatelny jsou vybaveny plastikami. Nacházejí se zde hybné sochy sv. Markéty, sv. Kateřiny, andělů a sedících evangelistů z roku 1746. Na bočních oltářích zasvěcených Panně Marii Karlovarské a sv. Janu Nepomuckému jsou kopie obrazů Jana Jiřího Heinsche.
V blízkosti kostela se nachází pomník místním obyvatelům, kteří padli v první světové válce.

## Fara
Nedaleko od kostela je pozdně barokní fara pocházející z 2. poloviny 18. století. Je to jednopatrové volné stavení se štítem. V současnosti je však rynoltická farnost spravována ze sídla v Dlouhého Mostu. Administrátorem excurrendo v materiálních věcech je trvalý jáhen Bc. Michal Olekšák.